# Bouilly-en-Gâtinais
Bouilly-en-Gâtinais település Franciaországban, Loiret megyében. Lakosainak száma 307 fő (2022. január 1.). Bouilly-en-Gâtinais Dadonville, Ascoux, Bouzonville-aux-Bois, Chambon-la-Forêt, Courcelles-le-Roi, Nancray-sur-Rimarde, Vrigny és Yèvre-la-Ville községekkel határos.

## Népesség
A település népességének változása:
| Lakosok száma | 247  | 277  | 260  | 314  | 348  | 329  | 319  | 314  | 311  | 307  |
|               | 1968 | 1982 | 1990 | 2006 | 2013 | 2015 | 2017 | 2019 | 2020 | 2022 |